# Іфріем (Юта)
Іфріем (англ. Ephraim) — місто (англ. city) в США, в окрузі Санпіт штату Юта. Населення — 5611 особа (2020).

## Географія
Іфріем розташований за координатами 39°21′27″ пн. ш. 111°34′55″ зх. д. / 39.35750° пн. ш. 111.58194° зх. д. (39.357507, -111.582072).  За даними Бюро перепису населення США в 2010 році місто мало площу 9,67 км², уся площа — суходіл.

### Клімат
| Клімат : Іфріем                                         | Клімат : Іфріем | Клімат : Іфріем | Клімат : Іфріем | Клімат : Іфріем | Клімат : Іфріем | Клімат : Іфріем | Клімат : Іфріем | Клімат : Іфріем | Клімат : Іфріем | Клімат : Іфріем | Клімат : Іфріем | Клімат : Іфріем | Клімат : Іфріем |
| Показник                                                | Січ.            | Лют.            | Бер.            | Квіт.           | Трав.           | Черв.           | Лип.            | Серп.           | Вер.            | Жовт.           | Лист.           | Груд.           | Рік             |
| Абсолютний максимум, °C                                 | 15,6            | 21,1            | 29,4            | 31,1            | 37,2            | 38,9            | 42,2            | 40,0            | 36,1            | 32,2            | 24,4            | 18,9            | 42,2            |
| Середній максимум, °C                                   | 2,0             | 5,1             | 15,1            | 15,1            | 21,1            | 27,4            | 31,9            | 30,6            | 25,4            | 18,4            | 9,5             | 2,8             | 17,1            |
| Середній мінімум, °C                                    | −10,7           | −7,5            | −3,8            | −0,2            | 3,8             | 8,0             | 12,1            | 11,2            | 6,3             | 0,8             | −4,8            | −9,8            | 0,5             |
| Абсолютний мінімум, °C                                  | −33,3           | −28,9           | −22,8           | −12,8           | −7,8            | −3,3            | 1,1             | −1,7            | −8,9            | −11,1           | −28,3           | −36,7           | −36,7           |
| Норма опадів, мм                                        | 23              | 26              | 30              | 29              | 28              | 18              | 18              | 20              | 26              | 28              | 24              | 27              | 297             |
| ------------------------------------------------------- | --------------- | --------------- | --------------- | --------------- | --------------- | --------------- | --------------- | --------------- | --------------- | --------------- | --------------- | --------------- | --------------- |
| Джерело: https://wrcc.dri.edu/cgi-bin/cliMAIN.pl?ut2578 |                 |                 |                 |                 |                 |                 |                 |                 |                 |                 |                 |                 |                 |

## Демографія
Згідно з переписом 2010 року, у місті мешкало 6135 осіб у 1611 домогосподарстві у складі 1017 родин. Густота населення становила 635 осіб/км².  Було 1751 помешкання (181/км²).
Расовий склад населення:
| - 89,2 % — білих - 1,6 % — вихідців з тихоокеанських островів - 1,5 % — азіатів - 1,1 % — чорних або афроамериканців - 0,6 % — корінних американців - 4,3 % — осіб інших рас |

До двох чи більше рас належало 1,6 %. Частка іспаномовних становила 9,7 % від усіх жителів.
За віковим діапазоном населення розподілялося таким чином: 24,4 % — особи молодші 18 років, 68,8 % — особи у віці 18—64 років, 6,8 % — особи у віці 65 років та старші. Медіана віку мешканця становила 20,6 року. На 100 осіб жіночої статі у місті припадало 88,0 чоловіків;  на 100 жінок у віці від 18 років та старших — 83,8 чоловіків також старших 18 років.
Середній дохід на одне домашнє господарство  становив 55 075 доларів США (медіана — 39 392), а середній дохід на одну сім'ю — 66 772 долари (медіана — 54 701). Медіана доходів становила 42 143 долари для чоловіків та 27 132 долари для жінок. За межею бідності перебувало 31,4 % осіб, у тому числі 18,6 % дітей у віці до 18 років та 0,0 % осіб у віці 65 років та старших.
Цивільне працевлаштоване населення становило 2474 особи. Основні галузі зайнятості: освіта, охорона здоров'я та соціальна допомога — 36,5 %, роздрібна торгівля — 12,5 %, мистецтво, розваги та відпочинок — 9,7 %, науковці, спеціалісти, менеджери — 7,1 %.